# Marie Angélique Arnauld
Marie Angélique Arnauld (Paris, 8 de setembro de 1591 - Paris, 6 de agosto de 1661), também conhecida por Mère Angélique, foi uma freira cisterciense, filósofa e escritora francesa. Foi abadessa do mosteiro Port-Royal-des-Champs, que se tornou um centro do jansenismo sob seu comando.

## Vida
Nascida Jacqueline Arnauld, foi neta da nobre Catarina de Médici, filha do advogado Antoine Arnauld e e irmã do filósofo de mesmo nome, Antoine Arnauld. Desde criança, foi designada pela família a se tornar freira e madre superiora, entrando em um monastério aos 8 anos de idade. Em sua crisma, adotou o nome Angélique, e abandonou o Jacqueline. Aos 11 anos se tornou abadessa de Port-Royal, um pequeno convento em Paris. Em 1608 lançou uma reforma no convento, abolindo a propriedade privada e instituindo propriedade comunal, restaurou a lei do silêncio, instituiu dieta vegetariana, entre outros.
Defendia que a escolha da abadessa deveria ser feia pelas próprias freiras do convento, e não por decisão do rei, o que foi aprovado em 1629 pelo Rei Luís XIII.

## Filosofia e obra
Sua teologia segue a via negativa, também chamada teologia negativa, de que Deus não pode ser compreendido pelos humanos.
Em 1742-44 foram publicados três volumes das Cartas da Reverenda Madre Marie-Angélique Arnauld, abadessa e reformadora de Port-Royal (Lettres de la Révérende Mère Marie-Angélique Arnauld, abbesse et réformatrice de Port-Royal), uma coletânea de mais de 1300 cartas de Angélique. Se dizia discípula de Santo Agostinho, que foi o autor mais citado em suas cartas, depois da Bíblia.
Seus discursos feitos na década de 1650 foram publicados em um livro de 1757 intitulado Speeches or Conferences of Reverend Mother Marie-Angélique Arnauld, Abbess and Reformer of Port-Royal.
Também foi autora do Relatório escrito por Madre Angélique Arnauld (Rélation écrite par la Mère Angélique Arnauld, defendendo sua reforma no convento, e Comentário sobre a Regra de São Benedito, sobre a virtude da humildade.